# Grof Drakula
 Ovo je glavno značenje pojma Grof Drakula. Za druga značenja pogledajte Drakula (razdvojba).
Grof Drakula, izmišljena osoba, glavni je lik romana Brama Stokera Drakula iz 1897. Neki aspekti njegovog karaktera inspirirani su vlaškim knezom iz 15. stoljeća Vladom III. Drakulom. U SAD-u je lik grofa Drakule postao javno dobro i pojavljuje se u popularnoj kulturi (od animiranih filmova dalje), u medijima pa i na ambalaži žitarica za doručak.

## U Stokerovom romanu
U Stokerovom romanu su biografija, karakteristike, moći i slabosti grofa Drakule opisane od različitih pripovjedača, najviše od Jonathana Harkera, Abrahama Van Helsinga i Mine Harker.

### Životopis
Grof Drakula je višestoljetni vampir, čarobnjak i transilvanski plemić, koji tvrdi da potječe od Sekelja Atile. On živi u zabačenom zamku u Karpatima blizu prolaza Borgo. Suprotno prikazu vampira kao odbojnih pojava u istočnoeuropskom folkloru, Drakula se najčešće prikazuje kao šarmantan i zavodljiv aristokrat. Detalji njegovog životopisa su zatamnjivani, ali se čini da je Drakula proučavao crne umjetnosti na Akademiji Scholomance u Karpatima te postao vješt alkemičar i magičar. Kao vojvoda, vodio je trupe protiv Turaka preko Dunava. Drakula je umro i pokopan u velikoj kapeli u svom zamku. Svake noći ustaje iz groba kao vampir, kao i njegove tri prekrasne nevjeste, koje u romanu zavode Jonathana Harkera. U romanu nije razjašnjeno da li su te tri nevjeste Drakuline kćeri, sestre, ljubavnice, incestuozna kombinacija istih ili nešto drugo. 
Radnja romana smješta se u drugu polovicu 19. stoljeća, kad se Drakula zanima za nekretnine u Londonu gdje želi početi njegovu vladavinu terora. On poziva engleskog odvjetnika Jonathana Harkera u svoj zamak. Drakula je prema Harkeru srdačan i daje mu znanje o povijesti, čak ga i spašava od njegove tri krvožedne nevjeste, ali istina je da Drakula želi saznati što više o Engleskoj i zadržati Harkera dovoljno dugo da se obavi pravni posao. 
Drakula zatim napušta zamak te kreće brodom Demetra u Whitby u Engleskoj. Donosi transilvansko tlo koje mu je potrebno za održavanje njegove snage. Kapetanovo tijelo je pronađeno vezano za kormilo broda te su u kapetanovom dnevniku opisani čudni događaji tijekom putovanja. Drakula brodom odlazi u obliku vuka.
U Engleskoj se vidi povezanost Drakule i Renfielda, psihički bolesne osobe koja jede većini ljudi ogavne kukce, pauke, ptice i druga bića te osjeća prisustvo svog "gospodara" Drakule. Drakula svake noći pije krv prijateljici Jonathanove zaručnice Mine te je naposljetku ubija. Lucy postane vampir.
Mudri profesor Van Helsing sa skupinom ljudi usmrćuje Lucy probadanjem kolca kroz srce. Kasnije ulazi u Drakulinu rezidenciju Carfax te uništava kutije s transilvanskim tlom, koje daju Drakuli snagu. Drakula se vraća u svoj zamak, te se završna bitka odvija u Transilvaniji. Na kraju biva usmrćen probadanjem kolca kroz srce.

### Karakteristike
Drakula je vrlo ponosan na svoje navodno podrijetlo od Sekelja Atile. Ne zanima se za povijest Britanskog Carstva. Poznavanje engleskog mu je odlično, premda mu je engleski čudno toniran. U romanu je opisan kao osoba s dugim bijelim brkovima, istaknutim ušima te oštrim zubima. Takav se izgled pokušao dočarati u filmu iz 1970. Obučen je u crno. Kako roman napreduje, Drakula uzima sve više i više mladenački izgled. Harker primjećuje da Drakula nema odraz u zrcalu, što je svojstvo vampira.

### Moći, sposobnosti i slabosti
Grof Drakula u romanu koristi mnogo nadnaravnih sposobnosti. Prema Van Helsingu, on ima fizičku snagu jednaku onoj 20 ljudi. Može ga se ubiti jedino probadanjem kolca kroz srce. Može prkositi gravitaciji u određenoj mjeri. U mogućnosti je tako penjati se naglavačke na okomitoj površini, poput guštera. Zna hipnotizirati te naređivati noćnim životinjama poput vukova i štakora. Može manipulirati vremenom, stvarati maglu kako bi skrio svoju prisutnost te stvarati oluje. Može se pretvoriti u bilo što po volji. U romanu se pretvara u vuka (povezano s legendama o vukodlacima), štakora, paru i maglu. Ne zahtjeva drugu potporu nego svježu krv, koja stvara efekt pomlađivanja. Može pretvarati druge ljude u vampire, kako je to učinio Lucy. Nejasno je da li osoba mora piti vampirsku krv kako bi postala vampir, no Drakula je natjerao Minu da mu pije krv iz prsa.
Međutim, Drakuline ovlasti nisu neograničene. Mnogo je manje moćan po dnevnom svjetlu i može se pretvarati samo u zoru, u podne te u sumrak (po noći su mu sve moći maksimalno izražene). Sunce, češnjak, križ i sakramentalni kruh mogu biti pogubni po njega. Zahtjeva transilvansko tlo u blizini kako bi povratio snagu nakon odmora. Inače ne može povratiti snagu, kao što ljudi nemaju snage nakon nespavanja dulje vrijeme.

## U popularnoj kulturi

### Filmovi
Filmova o Drakuli je nebrojeno mnogo, no idućih 15 su adaptacije samog romana.
- Nosferatu (1922.); 94 min, Drakula Max Schreck
- Drakula (1931.); 75 min, Béla Lugosi
- Drakula (španjolska inačica (1931.); 104 min, Carlos Villarías
- Drakula u Istanbulu (1953.); 103 min, Atıf Kaptan
- Drakula (1958.); 102 min, Christopher Lee
- Drakula (1968.); 90 min, Denholm Elliott
- Grof Drakula (1970.); 98 min (u UK 97, u Švedskoj 91), Christopher Lee
- Drakula (1973.); 100 min, Jack Palance
- Grof Drakula (1977.); 150 min, Louis Jourdan
- Drakula (1979.); 100 min, Frank Langella
- Nosferatu, fantom u operi (1979.); 107 min, Klaus Kinski
- Drakula (1992.); 128 min, Gary Oldman
- Drakula (2002.); 173 min, Patrick Bergin
- Drakula: Stranice iz djevičinog dnevnika (2002.); 75 min, Žang Vei-Kjang
- Drakula (2006.); 90 min, Marc Warren

Filmovi se razlikuju u duljini, tehnologiji, efektima, količini spolnosti, prikazivanju Drakule (negdje osjećajno stvorenje, negdje samo čudovište željno krvi; negdje šarmantan i zavodljiv mladić, negdje odbojna pojava) itd. Što se tiče same radnje i tu ima razlika od romana: negdje su izostavljeni neki likovi ili je više likova spojeno u jednoga, Drakula se negdje ne propada kolcem nego spaljuje ili raspada pri pogledu na križ, negdje su likovi u drukčijim krvnim vezama, negdje su imena promijenjena itd.
Drakula je prikazivan i u animiranim filmovima, napravljene su parodije na priču o njemu, nastalo je mnogo nastavaka i novih romana o Drakuli. Postoje i filmovi u kojima se modernizira priča o Drakuli (smješta u suvremeno doba).

### Stripovi
Drakula je bio populariziran i kroz stripove, od kojih su neki stekli veliku popularnost.
- Dell Comics je 1966. izdao strip Dracula u kojem je glavni junak potomak prvog grofa Drakule koji se bori protiv zla.
- The Tomb of Dracula spaja likove Vlada III. Tepeša i grofa Drakule u istu osobu zvanu Vlad Dracul. Taj Drakula je rođen 1430. i postao vampir 1459. Ovaj lik se od 1979. povremeno pojavljuje u stripovima koje izdaje Marvel Comics.
- 1991. izdan je strip Batman & Dracula: Red Rain, u kojem se vladar vampira sukobljava s Batmanom, junakom DC Comicsa. Epizoda je polučila i dva nastavka, Batman: Bloodstorm i Batman: Crimson Mist. Po uzoru na taj strip je poslije napravljen animirani film Batman protiv Drakule.
- 1993. Topps Comics izdao je trodijelni strip Dracula: Vlad the Impaler u kojem je Vlad III. Drakula nakon smrti postao vampir po imenu Drakula. Dijelovi su izdani pod naslovima I Am Dracula, Dark Legend A-borning i To Rise Again.
- Image Comics je 2003. započeo serijal Sword of Dracula.
- 2005. izdan je strip Dracula vs. King Arthur u kojem vampir Drakula otputuje u prošlost kako bi se borio protiv kralja Arthura.

## Aluzije na povijest
Povijesno gledano, ime Drakula dato je dinastiji Drăculești, koje je izvedeno iz tajnog bratskog reda vitezova naziva Zmajev red, koje je osnovao Sigismund, kralj Ugarske, Hrvatske i Češke te sveti rimski car. Vlad II. je primljen u red zbog svoje hrabrosti u borbi protiv Turaka te je dobio naziv Drakul (zmaj), a njegov sin, Vlad III., Drakula (sin zmaja).
Nepoznato je koliko je Stoker bio upućen u rumunjsku povijest. Stoker uključuje neke pojedinosti iz života Vlada III. u opisu života Drakule. Prvenstveno, kaže da je vojvoda Drakula dobio svoje ime od Turaka. Međutim, Vlad III. je etnički bio Vlah, dok se u romanu tvrdi da je Drakula Sekelj.
Od strane nekih je sugerirano da je Stoker bio pod utjecajem grofice Elizabeth Bathory, čije legende govore o osobi rođenoj u Ugarskoj koja je odgovorna za ubojstvo 80 mladih žena.
Većina smatra da Stoker nije mnogo znao o Vladu III. Drakuli.
Neki filmovi Vlada III. Drakulu i grofa Drakulu stapaju u istu osobu prikazujući da je Vlad III. postao vampir poznat pod imenom Drakula. 